# Sassandra (rivier)

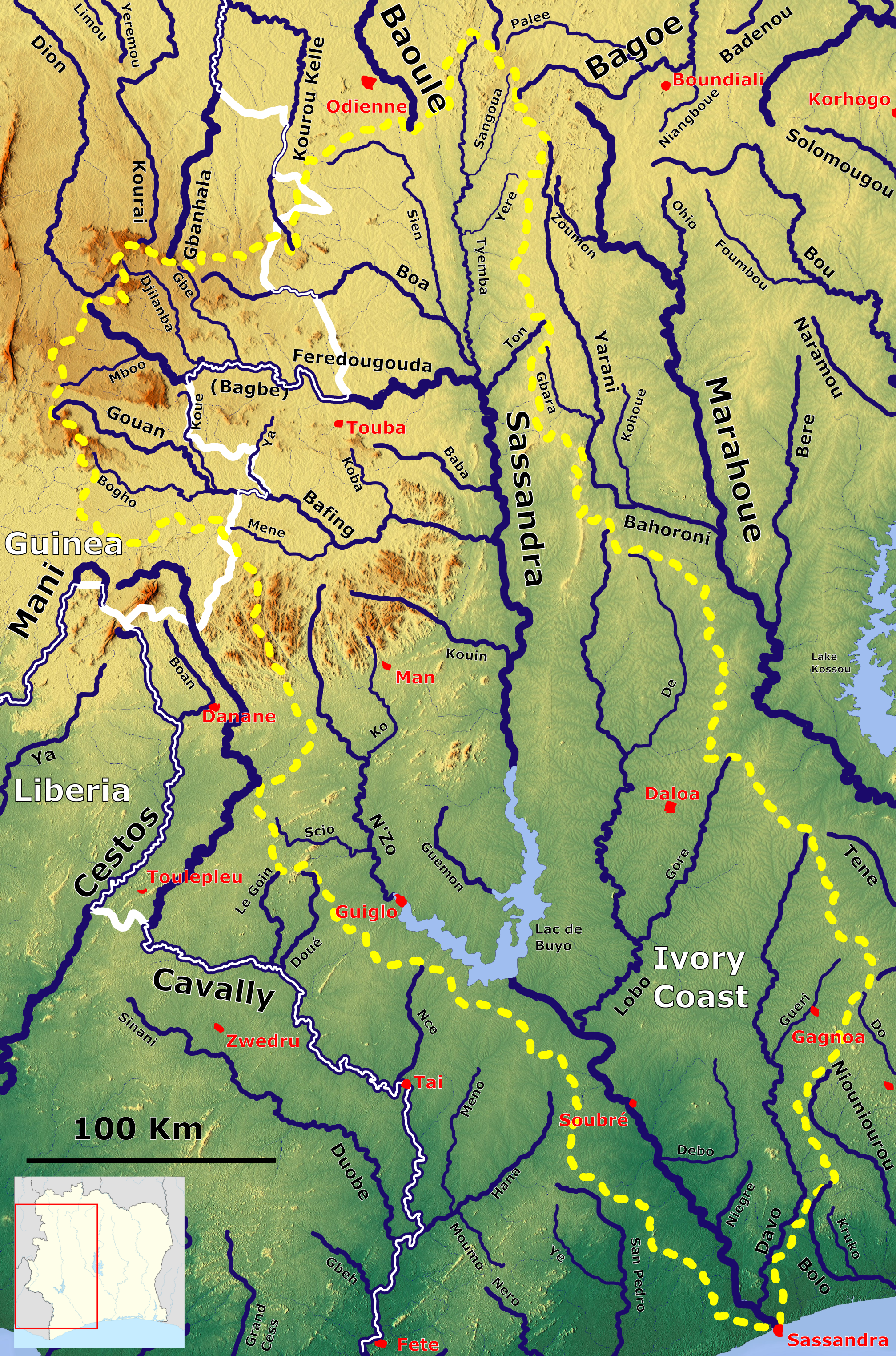

De Sassandra is een van de langste en belangrijkste rivieren van Ivoorkust. De 650 km lange rivier ontspringt in het noordwesten van het land, vormt in het centrum het Buyomeer en mondt uit in de Golf van Guinee bij Sassandra.
De Sassandra ontspringt in het hoogland ten zuiden van Odienné en stroomt verder zuidwaarts. De bovenloop van de rivier, tot de samenvloeiing met de Férédougouba nabij Touba wordt ook de Tienba of Tyemba genoemd. De bovenloop stroomt door een savannegebied. Ter hoogte van de samenvloeiing met de N'zo werd in 1980 de Buyodam gebouwd, waardoor het Buyomeer ontstond, waarin de Sassandra en N'zo samen uitvloeien. Verder stroomafwaarts mondt de Lobo uit in de rivier.
De benedenloop loopt door tropisch woud (het Nationaal Park Taï grenst aan de rivier) en langs koffie- en bananenplantages. De benedenloop is over 80 km bevaarbaar voor kleinere schepen. Voor de monding in zee mondt de Davo nog uit in de stroom. De Sassandra mondt uit in de Golf van Guinee bij de havenstad Sassandra.